# Monstruos de Ecatepec
Los  Monstruos de Ecatepec es el nombre mediático de una pareja de asesinos seriales mexicanos conformada por Patricia Martínez Bernal  (n. 1980, Lázaro Cárdenas, Michoacán) y Juan Carlos Hernández Bejar (n. 1985, Lázaro Cárdenas, Michoacán). Otros motes con los que se les ha llamado son: "La casa de los horrores de México" o "Los Carniceros de Ecatepec". Juan Carlos 'N', como se le llamó en los medios, pidió expresamente ser denominado "El Terror Verde", porque -dijo- así le pusieron en la milicia.
El 16 de octubre de 2018, la pareja fue vinculada a proceso por el asesinato de una mujer de 28 años y, el secuestro y trata del bebé de ésta, de tan sólo 2 meses de edad.  Activos en Ecatepec, Estado de México, se cree pudieron haber abusado sexualmente y asesinado entre 10 y 20 mujeres, confesaron haber practicado el canibalismo con los restos de sus víctimas. Se clasificarían como asesinos  organizados, sedentarios, hedonistas motivados por compulsión sexual y que matan en grupo.

## Biografía
Tanto Juan Carlos Hernández como Patricia Martínez nacieron en Lázaro Cárdenas, Michoacán, con 5 años de diferencia. Juan Carlos fue hijo de una madre soltera, durante su infancia sufrió de graves abusos por parte de ella, según sus propias declaraciones solía vestirlo de niña, llevaba a hombres a la casa y Juan podía ver por medio de una cortina que separaba las camas mientras su mamá mantenía relaciones sexuales con ellos. También dijo haber sido abusado sexualmente de niño por una mujer adulta que estuvo a su cuidado. Su madre también habría abusado sexualmente de él en varias ocasiones.
En la escuela sacaba malas notas, y él mismo relata que cuando tenía 10 años sufrió un traumatismo cráneoencefálico grave al caer desde un segundo piso por las escaleras, razón por lo cual, según declaró, mejoró notablemente su condición intelectiva, yendo perfecto en la escuela y dándose cuenta de cosas de las que los demás niños no se daban cuenta.
Durante su vida adulta tuvo varios empleos entre los que se cuenta: mesero, pepenador y vendedor, siendo incapaz de mantener un trabajo. También se enroló en el ejército, donde estuvo adscrito al Segundo Batallón de Guardias de Cuerpos Presidenciales, desertando rápidamente.
Patricia por su parte provenía de una familia pobre. Siempre fue sumisa y manipulable, también tenía un mal rendimiento escolar. Cuando tenía 6 años de edad fue violada por un primo. Se refiere que a lo largo de su infancia ella nunca se sintió querida. Ya de adulta,  buscaría el afecto de los demás a través de una conducta sumisa, especialmente el de hombres.
Tras su  detención se determinaría que tiene un coeficiente intelectual limítrofe rayando en la discapacidad intelectual. Según algunas fuentes llegó a ejercer la prostitución.
La pareja se conoció en 2008 cuando Patricia trabajaba como mesera en un restaurante en Estado de México, Juan Carlos era un cliente asiduo, solía alardear de tener mucho dinero y gastaba sumas considerables en el establecimiento. Comenzaron a salir, Juan Carlos le confesaría que trabajaba como "asesino a sueldo" para la mafia local, — información posiblemente falsa,—  en vez de alejarse Patricia terminó formalizando la relación y se mudaron juntos a una vecindad en Ecatepec. Procrearon 4 hijos, subsistían vendiendo ropa, celulares, perfumería y comida, también solían recolectar aluminio para venderlo a recicladoras, era común ver a la pareja transportando bolsas negras por la calle; para sus vecinos eran una familia "normal".

## Crímenes
Según declaraciones de Patricia Martínez, su primera víctima fue una mujer de 22 años a quien engañaron mediante una oferta de trabajo. Le ofrecieron trabajo como empleada doméstica y, al estar en su casa, Hernández la condujo al baño donde la sometió, violó y degolló. Mientras cometía la agresión, Martínez esperaba junto con sus hijos afuera de la casa. Posteriormente, Hernández descuartizó y carneó el cuerpo. Martínez cocinó la carne y la comió junto con su esposo.
Su segunda víctima fue una adolescente quien era su vecina. Sufría de adicción a los solventes y la engañaron ofreciéndole dinero y comida. Estando en su casa, Patricia la sometió y ató, Juan Carlos la violó en el baño, la degolló y disecciono mientras Patricia esperaba en otra habitación con sus hijos. Tras quejarse porque el baño había quedado muy sucio por la sangre, Patricia cocinó pedazos de la carne con chile. 
Para 2015 se mudaron de casa y asesinaron a la que, según Patricia, fue su tercera víctima; una antigua vecina a quien invitaron a su nueva casa. Ahí la embriagaron y, entre ambos, abusaron sexualmente de ella. Hernández nuevamente la violó, degolló y descuartizó mientras Martínez cuidaba a sus hijos afuera de la casa, quién también cocinó parte del cuerpo. Sus cuarta y quinta víctimas fueron una mujer y su hija de tan solo 10 años de edad. Patricia las condujo con engaños a su casa. Allí, primero abusaron y violaron a la madre entre los dos, la amarraron y Juan Carlos la degolló, abandonando el cadáver en un lote baldío. A la niña, Juan Carlos la violó, estranguló y descuartizó, y canibalizaron sus restos. La sexta víctima era hija de su tercera víctima. Era una adolescente que también tenía problemas de adicción. La condujeron con engaños a su casa, donde la sometieron, violaron, asesinaron y también canibalizaron los restos.

### Modus operandi

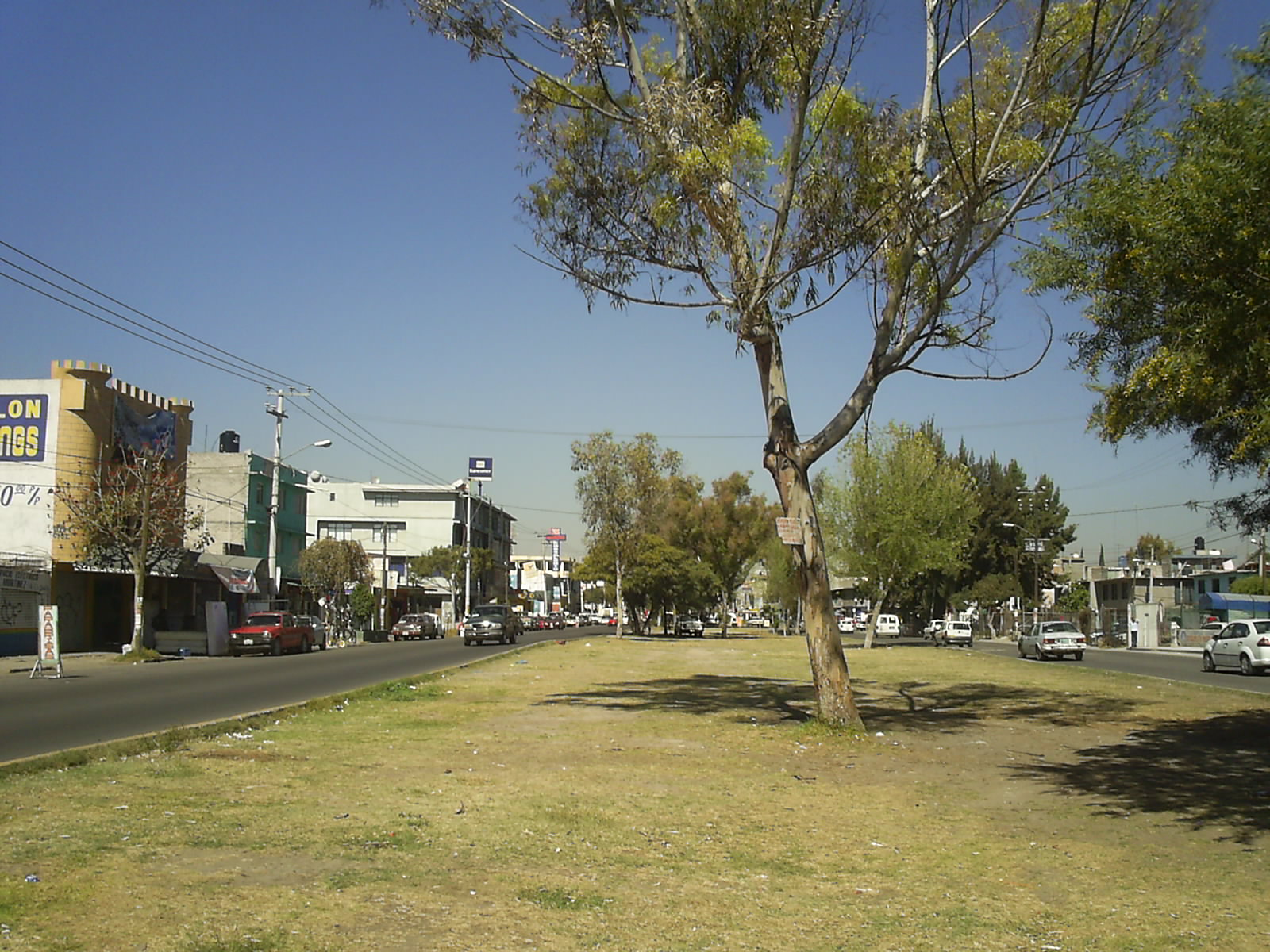
Vista de la Avenida Jardines de Morelos, el último domicilio de la pareja se localizaba a unos cuantos metros de esta avenida, sobre la calle Playa Tijuana.

De acuerdo con declaraciones de Patricia Martínez habrían asesinado 10 mujeres a lo largo de 6 años, por su parte Juan Carlos aseguró que mataron a 20. La forma de operar de la pareja consistía en que Patricia Martínez enganchaba a las víctimas, todas conocidas, con engaños las conducía a su casa, donde Juan Carlos las agredía. Patricia confesó que en varias ocasiones ayudó a someter a las víctimas y participó en los abusos sexuales contra estas, Juan Carlos violaba, degollaba o estrangulaba a sus víctimas, después descuartizaba los cuerpos, todo mientras Patricia se mantenía con sus hijos fuera de la casa o en una habitación adjunta, algunas partes de carne y grasa fueron cocinados por Patricia y comidos por ambos, también les dieron pedazos de carne humana a sus perros. Algunos órganos como corazones  fueron conservados en frascos con alcohol que Juan Carlos ofrendaba a la Santa Muerte. Solían conservar los restos en un congelador mientras tenían oportunidad de botarlos, ese congelador estaba estrictamente prohibido para sus hijos, la mayoría de los restos fueron abandonados en lotes baldíos. Se sabe que llegaron a comerciar con algunos de los huesos que vendieron a fetichistas y santeros. De acuerdo a Martínez, Juan Carlos también llegó a practicar la necrofilia con al menos uno de los cuerpos.

### Asesinato de Nancy Huitrón
La última víctima conocida de la pareja de asesinos fue Nancy Noemí Huitrón, de 28 años de edad, quien desapareció junto con su bebé de 2 meses de edad, el 6 de septiembre de 2018. Patricia Martínez la condujo a su casa engañándola con la promesa de que le regalaría de todo ropa para su pequeña hija, en la casa Juan Carlos la sometío y violó, la llevó al baño donde la degolló y descuartizó. Patricia cortó partes de la carne para alimentar a sus perros. Los restos los guardaron en el congelador mientras tenían oportunidad de deshacerse de ellos. La bebé fue vendida por MX$15 000.00 (aprox. 750 dólares) a una pareja solo identificada como Adrián N y Ana Laura N, quien posteriormente también fueron detenidos.

## Investigación y detención
La desaparición de Nancy se agregó a la investigación de la desaparición de otras dos mujeres, la Fiscalía del Estado de México habría descubierto que la desaparición de las tres mujeres tenían un patrón en común, todas conocían a una mujer que supuestamente les vendía ropa, se habrían reunido con ella cerca de la fecha de su desaparición. El rastreo de las llamadas de los teléfonos de las víctimas poco antes de desaparecer permitió determinar que todas habían desaparecido en una misma área, al hacer una triangulación se identificó un domicilio sospechoso el 530 de la Calle Playa Tijuana en la Colonia Jardines de Morelos, donde vivía una pareja que se dedicaba precisamente a la venta de ropa.
El 4 de octubre de 2018, después de semanas de vigilancia la pareja fue detenida mientras caminaba por la calle empujando un carriola, en ésta transportaban restos humanos que incluían un torso. Fueron ingresados en prisión preventiva, el 6 de octubre de 2018, al Centro Penitenciario y de Reinserción  Social de Ecatepec, donde esperan su condena. El 16 de octubre fueron vinculados a proceso por el feminicidio de Nancy Huitrón.

## Controversia por difusión de interrogatorio
El 10 de octubre de 2018, se filtró a redes sociales un vídeo de uno de los interrogatorios de Juan Carlos Hernández, la difusión del vídeo constituía una violación a los derechos humanos del sospechoso.  La Comisión de Derechos Humanos del Estado de México emitió una recomendación a la fiscalía del estado por el caso. La posibilidad de que la difusión del vídeo fuera usado como "excusa" para anular el proceso legal contra Hernández causó conmoción entre el público, particularmente entre los familiares de las víctimas quienes se conglomeraron en protesta afuera de la prisión  durante la primera audiencia de los imputados exigiendo que no fueran liberados.  El fiscal general del estado, Alejandro Gómez, declaró que la difusión del vídeo no sería suficiente para anular o afectar el proceso legal, se desconoce quién fue el responsable de la filtración.

## Perfiles psiquiátricos
De acuerdo al análisis del psicólogo criminalista Juan Pablo Ramírez Herrera, Juan Carlos Hernández sufre de "un trastorno de la personalidad y un trastorno psicótico", el especialista destaca en su historia clínica tres antecedentes: el traumatismo cráneo-encefálico que sufrió en la niñez, haber sido víctima de maltrato físico y sexual infantil, y el consumo de cocaína durante la juventud; identifica que sufre alucinaciones al menos de tipo visual, durante la entrevista aseguraban por ejemplo "ver un perro". De acuerdo a la Dra. Feggy Ostrorsky, Hernández sufre de psicopatía. Según declaraciones de Juan Carlos, él tiene una necesidad incontrolable de matar, su necesidad se traduce en periódicas cefaleas "insoportables" que no se calman hasta que asesina, ha declarado también que necesita de beber sangre humana cada tres meses y que una parte de él es un "demonio". En sus propias palabras su relación con su esposa es similar a la que hay entre un león y una leona, donde es la hembra quien le lleva el alimento al macho.
Por su parte Patricia Martínez quien fue diagnosticada con una inteligencia "límite", podría haber estado motivada por el simple hecho de  retener a su pareja, esto según observaciones de la psicóloga y criminóloga Mónica Ramírez Cano, la especialista refiere que las características de la pareja son similares a las vistas previamente en otras parejas de asesinos seriales en donde uno de los miembros de la pareja, casi siempre la mujer, adopta una postura pasiva pero en realidad instiga los crímenes, también comenta que la mujer suele ser mayor de edad que su contra-parte masculina. Asegura que de no haberse conocido ambos hubieran incidido en conductas delictivas invariablemente pero su alcance hubiera sido "mucho menor". Las indagatorias mostrarían finalmente que Patricia si había tenido una participación activa en los crímenes, seleccionando en varias ocasiones a las víctimas - de hecho tenía en su poder al momento de su detención una lista con 17 víctimas posibles elegidas por ella misma,- y en al menos dos ocasiones siendo ella quien asesinó a la víctima.
Patricia entablaba amistad con sus víctimas, las conducía con engaños a su casa, donde su marido las acosaba sexualmente, ya fuera que terminaran accediendo o terminaran siendo violadas, para Patricia ellas la habrían "traicionado involucrándose con su esposo" y por ello merecían morir. También consideraba que las madres solteras merecían morir porque a su ver "descuidaban" de sus hijos habitualmente y era reprochable moralmente el que los "privaran" de una "figura paterna".

## Condena
Para el  1 de octubre de 2019, cada uno de los asesinos habría recibido una condena de 327 años de prisión por ocho cargos de feminicidio, así como por otros delitos que incluyen trata de personas en su modalidad de adopción ilegal y por inhumación ilegal de restos humanos. Aún quedaban pendientes dos condenas más por cargos de feminicidio, se espera que su condena supere los 400 años de prisión. El 5 de diciembre de 2019, un juez anuló una de las sentencias que habían recibido, por el delito de desaparición forzada de una de sus víctimas, por lo cual habrían recibido cada uno una condena de 30 años, sin embargo, por el homicidio de esta misma víctima ya habían sido condenados a 40 años de prisión cada uno. Según declaraciones de la fiscalía, ambos pasarán el resto de su vida en prisión.